# Ciutadania romana
La ciutadania romana (en llatí civis, plural cives, 'ciutadà' i també civitas, 'nació, estat, poble,) era un estatus polític i jurídic privilegiat atorgat als individus lliures pel que respecta a les lleis, la propietat i el govern.
Durant la República, els ciutadans de Roma sembla que es dividien en cives optimo jure i cives non optimo jure. Els que tenien optimo jure, ja fossin patricis o plebeus, tenien el dret de ciutadans. Aquest dret era públic i privat. Els drets públics comportaven el dret a sufragi i el dret de seguir el cursus honorum. El dret de vot als comicis, especialment als comitia tributa, significava participar en les eleccions i als debats de les lleis, i el poder participar del cursus honorum significava poder ocupar les diverses magistratures. Els drets privats del ciutadà consistien bàsicament en el commercium i el conubium. El commercium permetia participar, sota la protecció de la llei civil, en tota mena de contractes, transmissions patrimonials, qüestions testamentàries i litigis. El conubium donava la capacitat per contraure un matrimoni legítim i, per tant, d'adquirir la patria potestas.
Els cives non optimo jure, que només disposaven de dret privat en alguns casos, pertanyien a una d'aquestes classes: 
1. Els lliberts d'un ciutadà romà i els seus fills, però més tard, sota l'Imperi, els fills ja van passar a ser ciutadans. Els lliberts estaven exclosos dels comicis tribunats, però podien votar als comicis centuriats.
2. Els municipes, persones que no eren de Roma i pertanyien a una ciutat independent, almenys en un principi, però als que s'havia atorgat la ciutadania romana. Tant si la ciutat d'origen era independent com si havia passat a formar part de Roma, els municipes no participaven del dret públic, fins que a partir de l'any 188 aC, els habitants de Formiae, Fundi i Arpinate van aconseguir la civitas sine suffragii, la ciutadania sense sufragi. Els ciutadans d'un estat amb el que Roma tenia tractats i els aliats (socii) podien rebre una forma limitada de ciutadania romana coneguda com a dret llatí. Aquests ciutadans no podien votar ni ser elegits a les eleccions romanes.
3. Els ciutadans originàriament optimo jure als que s'havia castigat amb la pèrdua del dret a sufragi, per infamia, o per càstig dels censors, quan s'havien comès delictes que no comportaven la pèrdua total de la ciutadania.
4. Les dones romanes tenien una forma limitada de ciutadania. No se'ls permetia votar ni presentar-se a càrrecs civils o públics. Les dones riques podien participar en la vida pública finançant projectes de construcció o patrocinant cerimònies religioses. Tenien dret a posseir propietats, a dedicar-se als negocis i a obtenir el divorci. Els seus drets legals van anar variant amb el temps. Els matrimonis van ser una forma important d'aliança política durant la República.
5. Els esclaus eren considerats propietat dels seus amos i no tenien personalitat jurídica. Amb el temps el dret romà els va anar protegint. Alguns esclaus eren alliberats per manumissió, ja fos pels serveis prestats, o per una disposició testamentària quan l'amo moria. Quan eren lliures, tenien encara algunes barreres per superar, més enllà de l'estigma social normal, per poder participar en la societat romana.[1] El concepte de que una persona es podia convertir en ciutadà per llei en lloc de per naixement estava explicat a la mitologia romana: quan Ròmul va derrotar els sabins en una batalla, va prometre als presoners de guerra que s'instal·lessin a Roma que podrien convertir-se en ciutadans.[2]

Amb el temps el dret de ciutadania es va estendre cap als pobles de la península Itàlica, i posteriorment es va generalitzar quan Caracal·la, l'any 212, l'atorgà a tots els habitants lliures de l'Imperi Romà.
A més hi havia els peregrins (peregrini), persones lliures a l'imperi, però que no eren ciutadans romans. Els peregrini constituïen la gran majoria dels habitants de l'imperi als segles I i II. A la pràctica, el terme es va limitar als súbdits de l'imperi, i els habitants de les regions fora dels límits de l'imperi eren anomenats barbari (bàrbars). Els peregrini van ser en efecte ciutadans de segona classe fins a l'edicte de Caracal·la, l'any 212, quan es va concedir la ciutadania romana a tots els habitants de l'imperi.